# Titulus
Titulus è termine latino con cui i Romani definivano, tra l'altro, genericamente qualunque forma di iscrizione apposta su un oggetto di qualsivoglia natura, ad eccezione dei papiri e delle pergamene. Esso pertanto costituisce oggetto di studio dell'epigrafia latina.
In senso ristretto, il termine individuava la lastra di marmo o la tavoletta su cui era inciso o segnato il nome del proprietario dell'immobile su cui era apposta;  su di essa poteva inoltre essere dichiarato a quale titolo egli ne deteneva il possesso. Si parla infatti comunemente anche di titulus crucis.

## Iltitulusdei primi cristiani a Roma
Quando la religione cristiana cominciò ad essere tollerata a Roma, in particolare dopo la presa del potere da parte di Costantino I il Grande (324), si ebbe il passaggio dalle primitive forme di sfruttamento di ambienti privati per lo svolgimento delle assemblee liturgiche cristiane (domus ecclesiae) a strutture architettonicamente più differenziate ed adattate agli usi del nuovo credo. Tale trasformazione è frequentemente determinata dal trasferimento della proprietà degli antichi spazi utilizzati per le funzioni religiose (le domus ecclesiae appunto, site di norma all'interno di domus patrizie) dai loro antichi proprietari alla comunità cristiana, in seguito a donazioni o lasciti testamentari.
I nuovi edifici per il culto vengono pertanto identificati tramite il nome del donatore o di colui che, dopo aver acquistato l'immobile, ne aveva curato la riconversione in aula di culto, secondo una prassi comune nel mondo romano per le opere a destinazione pubblica (es. strade, magazzini, basiliche, acquedotti); il nome del donatore era di norma apposto su una lastra (titulus) affissa a memoria dell'atto di evergetismo in favore della comunità. Per metonimia il termine titulus passò ad identificare la struttura architettonica stessa in cui si svolgevano i riti religiosi, venendosi di fatto a configurare come il più antico sinonimo della parola "chiesa", impiegata solo più tardi per definire l'edificio religioso cristiano. Si noti tuttavia che nel IV secolo non esisteva un netto discrimine tra l'uso dei termini domus ecclesiae e titulus; essi sono dunque frequentemente confusi anche nelle pubblicazioni scientifiche.
Agli inizi del IV secolo l'organizzazione parrocchiale di Roma contava 25 tituli, conosciuti come titulus Clementis, titulus Praxedis, titulus Byzantis e simili.

### Lista deitituli
Il sinodo svolto a Roma nel 499, tenuto da papa Simmaco, indicava un elenco di titoli, che costituivano la struttura della chiesa romana e che erano in corso di trasformazione in chiese. Furono invitati tutti i presbiteri di Roma a parteciparvi. L'elenco dei presbiteri presenti permette di conoscere i tituli esistenti all'epoca (in ordine alfabetico):
1. Titulus Aemilianae (Santi Quattro Coronati)
2. Titulus Anastasiae (Sant'Anastasia al Palatino)
3. Titulus SS Apostolorum (Santi Apostoli)
4. Titulus Byzantis o Vizantis (sconosciuta)
5. Titulus S Caeciliae (Santa Cecilia in Trastevere)
6. Titulus Clementis (San Clemente)
7. Titulus Crescentianae (San Sisto Vecchio)
8. Titulus Crysogoni (San Crisogono)
9. Titulus Cyriaci (di incerta identificazione; alcune teorie suggeriscono Santa Maria Antiqua e Santa Maria in Domnica)
10. Titulus Damasi (San Lorenzo in Damaso)
11. Titulus Equitii (San Martino ai Monti)
12. Titulus Eusebi (Sant'Eusebio)
13. Titulus Fasciolae (Santi Nereo e Achilleo)
14. Titulus Gaii (Santa Susanna)
15. Titulus Iulii (Santa Maria in Trastevere, identico al Titulus Callixti)
16. Titulus Lucinae (San Lorenzo in Lucina)
17. Titulus Marcelli (San Marcello al Corso)
18. Titulus Marci (San Marco)
19. Titulus Matthaei (in Via Merulana, distrutta nel 1810)
20. Titulus Nicomedis (in Via Nomentana, distrutta)
21. Titulus Pammachii (Santi Giovanni e Paolo)
22. Titulus Praxedis (Santa Prassede)
23. Titulus Priscae (Santa Prisca)
24. Titulus Pudentis (Santa Pudenziana)
25. Titulus Romani (sconosciuto)
26. Titulus S Sabinae (Santa Sabina)
27. Titulus Tigridae (incerto, forse Santa Balbina all'Aventino)
28. Titulus Vestinae (San Vitale, Valeria Gervasio e Protasio )
29. Titulus S Laurenti (San Lorenzo in Panisperna)

## Altri significati
Vengono chiamati tituli (al singolare titulus), dal VI secolo, le parrocchie minori soggette al controllo delle pievi più importanti.
All'inizio i tituli erano interamente sottoposti alla pievania, anche se col tempo acquistarono un po' di autonomia, fino ad essere governate da un rettore presentato dalla pievania. Molti spesso i tituli erano situati in zone periferiche e piccoli centri di campagna.
È una tipologia architettonica cristiana. Solitamente erano edifici a più piani messi a disposizione da ricchi cristiani convertiti. Avevano una funzione di carattere sociale, per esempio spesso ospitavano orfanotrofi o ricoveri per malati. Svolsero un ruolo importantissimo per la conversione del popolo, infatti la povera gente vedeva nei tituli cristiani la risoluzione dei problemi quotidiani, come cosa mangiare o dove dormire.

## Nella letteratura e in filologia
Il titulus è anche un segno tachigrafico: una lineetta diritta orizzontale, posta sopra una parola, indica l'abbreviazione delle lettere N, M, o EN; se increspata indica R. Si riscontra nei codici medievali e corrisponde all'odierna tilde (es. Ñ).